# Łątka zalotna
Łątka zalotna (Coenagrion scitulum) – gatunek ciepłolubnej ważki z rodziny łątkowatych (Coenagrionidae). Występuje w północno-zachodniej Afryce (w krajach Maghrebu) oraz od zachodniej Europy na wschód po Kaukaz Południowy. W Azji Środkowej (wschodni Kazachstan, Kirgistan i Tadżykistan) występuje populacja prawdopodobnie odizolowana od reszty zasięgu. Od końca XX wieku w zachodniej części zasięgu obserwowana jest ekspansja gatunku na północ. W Polsce stwierdzony tylko jeden raz, w lipcu 1926 roku w Piwnicznej. Zasiedla płytkie i ciepłe zbiorniki wody stojącej, silnie zarośnięte przez hydrofity.
Długość ciała 34 mm, rozpiętość skrzydeł 48 mm. W Europie Środkowej osobniki dorosłe (imagines) latają od czerwca do lipca.